# Empis aspina
Empis aspina är en tvåvingeart som beskrevs av Christophe Daugeron och Patrick Grootaert 2005. Empis aspina ingår i släktet Empis och familjen dansflugor.
Artens utbredningsområde är Laos. Inga underarter finns listade i Catalogue of Life.